# Bahnhof Stolberg-Atsch
Der Bahnhof Stolberg-Atsch (AJ) lag im Stadtteil Atsch von Stolberg (Rheinland) in der Städteregion Aachen. Bis zur Gebietsreform im Jahre 1935 befand er sich zusammen mit der Ortschaft Atsch auf dem Gebiet der Gemeinde Eilendorf. Er ist nicht zu verwechseln mit dem an der Bahnstrecke Stolberg–Walheim gelegenen Haltepunkt Stolberg-Atsch, der von 1954 bis 1960 am Schnorrenfeld existierte.

## Geschichte

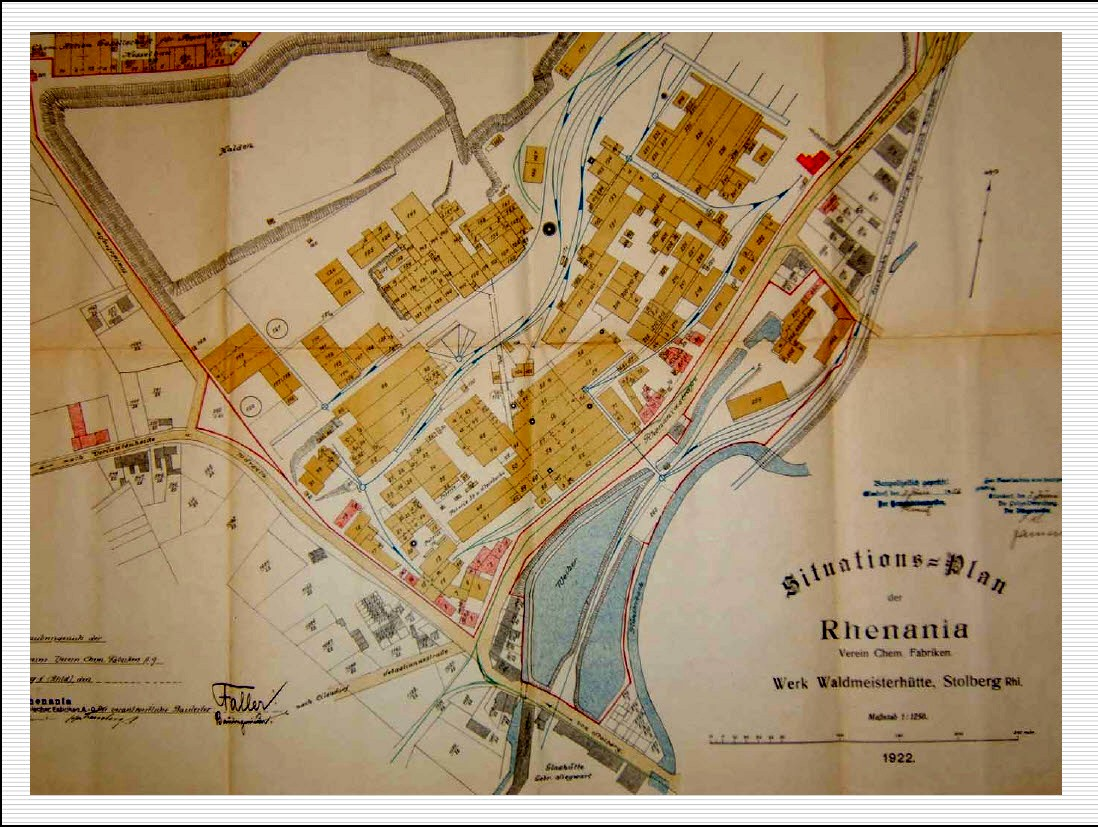
Gleisplan Werk Waldmeisterhütte

Der Bahnhof wurde im Jahr 1875 zusammen mit der Bahnstrecke Stolberg–Kohlscheid als Kopfbahnhof von der Aachen-Jülicher Eisenbahn-Gesellschaft (AJ) für den Personen- und Güterverkehr fertiggestellt. Die Strecke verlief parallel zur Bahnstrecke Stolberg–Herzogenrath der Rheinischen Eisenbahn-Gesellschaft, die seit 1871 der steigenden Nachfrage der Industrie im Aachener Raum nach Kapazitäten nicht nachkommen konnte. Daraufhin hatten diese 1873 die AJ-Eisenbahngesellschaft gegründet, die den Erfordernissen gerecht werden sollte. Die Bahnstrecke, hauptsächlich für den Kohlentransport vom Wurmrevier nach Stolberg gebaut, passierte die Hauptstrecke Köln – Aachen kreuzungsfrei durch eine Unterführung. Das Empfangsgebäude für den Personenverkehr lag an der Steinbachstraße.
Ende 1876 wurde die Chemische Fabrik Rhenania mit einem Werksgleis angeschlossen.
Weitere Kapazitätsausweitungen führten zum Bau eines eigenen Rangierbahnhofs und eines Stellwerks. Die Station Stolberg ging mit der Übernahme der Rheinischen Eisenbahngesellschaft 1886 in den Besitz der Preußischen Staatsbahn über. Die Anlagen der Aachen-Jülicher folgten ein Jahr später. Damit wurden die Anlagen beider Bahnhöfe zusammengeführt und erhielten im Jahr 1888 das heutige Bahnhofsgebäude des Stolberger Hauptbahnhofs. Die dem Güterverkehr dienenden Anlagen wurden nun zum Bezirk V des Hauptbahnhofes.
Das Empfangsgebäude des Bahnhofs Stolberg-Atsch diente bis 1968 als Beamtenwohnhaus und wurde danach abgebrochen.

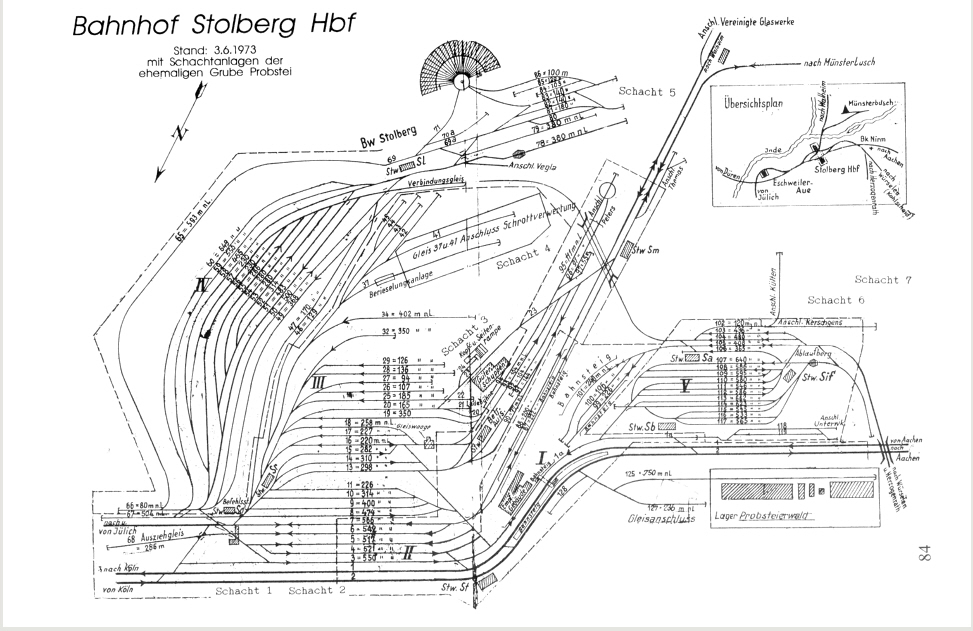
Güterverkehrsbetriebsanlagen im Bezirk V (ehemals Bf.Atsch) im rechten Bildteil